# Saint-Calais-du-Désert
Saint-Calais-du-Désert è un comune francese di 384 abitanti situato nel dipartimento della Mayenne nella regione dei Paesi della Loira.

## Società

### Evoluzione demografica
Abitanti censiti